# Oniipa (Wahlkreis)
Oniipa ist ein Wahlkreis in der Region Oshikoto im Norden Namibias. Verwaltungssitz ist die gleichnamige Stadt Oniipa. Der Wahlkreis hat (Stand 2023) 33.720 Einwohner, die auf einer Fläche von 371 Quadratkilometer leben.

## Wahlen
| Wahl | Name                | Partei | Stimmenanteil |
| ---- | ------------------- | ------ | ------------- |
| 1992 |                     |        |               |
| 1998 | Alfeus Nghipandulwa | SWAPO  | 98,9 %        |
| 2004 | Johannes Shiindi    | SWAPO  | 98,5 %        |
| 2010 | Johannes Shiindi    | SWAPO  | 96,2 %        |
| 2015 | Jeremia Ngwena      | SWAPO  | o. W. 1       |
| 2020 | Vilho Nuunyango     | SWAPO  | 67,9 %        |